# Relations entre la Hongrie et l'Union européenne
 (août 2025).
Améliorez-le ou discutez des points à vérifier. 
Les relations entre la Hongrie et l'Union européenne sont des relations verticales impliquant l'organisation supranationale et l'un de ses États membres.

## Histoire
En 1968, la Hongrie reçoit de l'URSS l'autorisation de s'ouvrir à l'économie de marché, ce qui la rapproche du bloc occidental pendant la Guerre Froide.
La Hongrie rejoint l'Union Européenne le 1er mai 2004.

## Relations contemporaines
La situation entre l'Union européenne et la Hongrie dirigée par Viktor Orban est devenue tendue. L’objet de la discorde : une loi de « défense de la souveraineté ». Pour contrer ce qu'elle perçoit comme des atteintes à l'état de droit, L’UE va mener une série d’action qui pourrait voir Budapest être privé de plusieurs dizaines de milliards d’euros de fonds européens. 
Cette tension a culminé avec le lancement d'une procédure d’infraction le 7 février 2024, en réaction à une nouvelle loi hongroise visant à instaurer une autorité de surveillance pour prévenir les interférences étrangères dans le processus électoral.
Cette législation a soulevé des inquiétudes quant à sa conformité avec les principes démocratiques et l'état de droit. Le Parlement européen a également exprimé son mécontentement le 15 septembre en considérant, que le pays dirigé par Viktor Orban n’était plus une démocratie. Il est devenu un « régime hybride d’autocratie électorale », estiment les parlementaires dans un rapport ratifié à une très large majorité,.

### La longue procédure de l’article 7
Le 12 septembre 2018, cela faisait quatre ans que le Parlement avait actionné la procédure dite « de l’article 7 » du traité de l’Union. En cause, notamment : la violation des libertés de la presse et universitaires ; la stigmatisation des minorités et des migrants ; l’atteinte à l’indépendance de la justice et des faits de corruption.
Mis en place à l’approche des élections européennes et municipales de juin 2024, ce ‘bureau indépendant de protection de la souveraineté’ aura pour mission ‘d’enquêter’ sur les ‘attaques illégales’ menaçant la sécurité nationale, dont les activités d’organisations bénéficiant de financements étrangers”.
Mais les prérogatives et objectifs de ce bureau inquiètent fortement “les ONG et les détracteurs du Premier ministre nationaliste Viktor Orbán, qui y voient une nouvelle offensive visant à museler les contre-pouvoirs”, souligne France info.
De son côté, “le gouvernement ne reculera pas”, a déclaré le porte-parole de l’exécutif hongrois, Zoltán Kovács. Si la Commission européenne n’est pas satisfaite de la réponse apportée par Budapest dans un délai de deux mois.

#### [8]Une suspension ou réduction des paiements doit être proposée
Cette attitude de défiance risque d'aggraver les relations entre la Hongrie et l'UE.
En parallèle, la Commission européenne a activé un mécanisme inédit permettant de suspendre les fonds européens en cas de violation de l’état de droit. Cette mesure vise à exercer une pression économique sur la Hongrie pour la ramener dans le giron des valeurs démocratiques européennes. Cependant, même avec ces mesures en place, l'expulsion d'un État membre reste peu probable, étant donné l'absence de dispositions spécifiques dans les traités de l'UE pour une telle éventualité.
La situation soulève des questions sur la capacité de l'UE à faire respecter ses valeurs fondamentales au sein de ses États membres et sur les limites de son pouvoir en cas de violation répétée de ces principes.

### Liens économiques
Le commerce à l'intérieur de l'UE représente 81 % des exportations de la Hongrie et 78 % de ses importations. Elle dispose de 12 sièges au Comité économique et social européen.
La Hongrie est le premier bénéficiaire du budget de l'UE en pourcentage du Revenu national brut. En 2017, elle a versé 800 millions d'euros au titre de sa contribution au budget commun, et a reçu 4 milliards d'euros de la part de l'UE. 6,3 % du PIB de la Hongrie est généré par l'investissement européen (un chiffre substantiel à l'échelle de l'UE), et l'UE cofinance 95 % des investissements du secteur public hongrois.
La Hongrie met à la disposition des États membres de l'UE une main d'œuvre peu coûteuse, ce qui en fait un pays au cœur du système manufacturier européen. Le coût horaire moyen en Hongrie s'élève à 10 € alors que la moyenne européenne de 25 €.
En 2008, le pays a bénéficié d'un plan d'aide de l'UE pour faire face à la crise économique.
Les relations économiques sont devenues plus conflictuelles sous Viktor Orban. En 2011, la Hongrie sollicite un plan d'aide que l'UE ne lui accorde pas en raison d'un débat sur l'indépendance de la banque centrale hongroise.
En 2022, la Hongrie s’oppose au prélèvement de 15 % sur les bénéfices des grandes multinationales.
Toujours en 2022, Victor Orban bloque l'embargo européen sur le pétrole russe.

### Relations politiques
La Hongrie dispose, depuis le Traité de Lisbonne, de 21 députés au Parlement européen, et se situe dans la médiane de l'Union Européenne.
La Hongrie appartient au groupe de Visegrad, chargé de la défense des intérêts des pays d'Europe centrale au sein de l'UE.
L'Union européenne se dit préoccupée de la dérive autoritaire et xénophobe en Hongrie. La Cour de Justice de l'UE ainsi que le Parlement européen ont sollicité Viktor Orban afin qu'il justifie sa politique. La Hongrie a refusé les quotas de migrants de la Commission européenne lors de la crise migratoire déclenchée en 2015.
En 2018 vu la situation de l’État de droit en Hongrie, le Parlement européen demande à l'Union de la sanctionner en lançant la procédure dite de l'article 7.
Le 30 novembre 2022, la Commission européenne recommande le gel de fonds, estimés à plus de 13 milliards d'euros, afin d'amener la Hongrie à mener des réformes en matière de justice et de lutte anticorruption.

### Diplomatie
La ville de Bruxelles accueille une représentation permanente de la Hongrie, qui y défend ses intérêts.

### Référénces
1. 1 2 3 4  « Hongrie », sur Toute l'Europe.eu (consulté le 21 novembre 2018).
2. ↑  Hugo Palacin, « Etat de droit : la Hongrie de nouveau épinglée par la Commission européenne », sur Touteleurope.eu, 8 février 2024 (consulté le 16 avril 2024)
3. ↑  « L’Union européenne lance contre la Hongrie la procédure conditionnant le versement des fonds européens au respect de l’Etat de droit », Le Monde.fr,‎ 5 avril 2022 (lire en ligne, consulté le 16 avril 2024)
4. ↑  « Non, Viktor Orban n’a pas annoncé que la Hongrie allait sortir de l’UE », sur www.20minutes.fr, 17 janvier 2023 (consulté le 16 avril 2024)
5. ↑  « International - Actualités, vidéos et infos en direct », sur Le Monde.fr (consulté le 16 avril 2024)
6. ↑  « Hongrie : la Commission européenne ouvre une procédure d'infraction après l'adoption d'une loi décriée sur la souveraineté », sur Franceinfo, 7 février 2024 (consulté le 16 avril 2024)
7. ↑  « L'Union européenne peut-elle expulser un pays membre ? », sur euronews, 12 avril 2022 (consulté le 16 avril 2024)
8. ↑  « Union européenne : les laborieuses procédures de sanction contre la Hongrie », La Croix,‎ 16 septembre 2022 (ISSN 0242-6056, lire en ligne, consulté le 16 avril 2024)
9. ↑  « La fronde du Parlement européen contre le dégel des fonds de la Hongrie », sur Les Echos, 17 janvier 2024 (consulté le 16 avril 2024)
10. 1 2 3  (en) Anonymous, « Hongrie - Union Européenne - European Commission », sur Union Européenne, 5 juillet 2016 (consulté le 21 novembre 2018).
11. 1 2 3  (en) « Hungary - EU Budget in my country - European Commission »(Archive.org • Wikiwix • Archive.is • Google • Que faire ?), sur ec.europa.eu (consulté le 21 novembre 2018).
12. ↑  « Taxe sur les multinationales : la Hongrie bloque l’adoption d’un impôt minimal par l’Union européenne », Le Monde.fr,‎ 18 juin 2022 (lire en ligne, consulté le 26 juin 2022)
13. ↑  « Orban, l'homme qui défie l'unité des Vingt-sept face à Poutine », sur Les Echos, 31 mai 2022 (consulté le 26 juin 2022).
14. ↑  Par Le Parisien avec AFP Le 12 septembre 2018 à 16h59, « Le Parlement européen active une procédure de sanction contre la Hongrie », sur leparisien.fr, 12 septembre 2018 (consulté le 26 juin 2022).
15. ↑  « La Hongrie n’a pas suffisamment progressé dans ses réformes et doit respecter ses engagements afin de recevoir les fonds européens « reprise et résilience » », sur ec.europa.eu (consulté le 2 décembre 2022).